# Gabriel Pérez
Gabriel Pérez (* 1964 in Córdoba) ist ein argentinischer Musiker (Saxophon, Klarinette, Flöte) des Modern Jazz und Komponist. Seine genaue Kenntnis der argentinischen (Volks-)Musik fließt häufig in seine kompositorische Arbeit ein.

## Leben und Wirken
Pérez erhielt in Argentinien eine breite musikalische Ausbildung. Erste musikalische Erfahrungen sammelte er im Sinfonischen Blasorchester Córdoba (1984–1988) und im Saxophonquartett Scaramouche. Von 1986 bis 1989 hatte er einen Lehrauftrag an der FH Collegium Córdoba; auch nahm er mit bekannten argentinischen Musikern auf. Um sich als Komponist weiterzubilden, zog er nach Deutschland und studierte an der Hochschule für Musik und Tanz Köln Saxophon bei Frank Gratkowski und Komposition/Arrangement bei Frank Reinshagen. 2006 bildete er mit Martín Bruhn, Leandro Guffanti and Carlos Buschini das Cuarteto Rosamonte, das 2007 sein erstes Album aufnahm. Neben verschiedenen internationalen Aufträgen wurde er 2009 anlässlich der Feiern zum Jubiläum des Grundgesetzes der Bundesrepublik Deutschland mit einer Komposition beauftragt und gehört zum Leitungsteam des JugendJazzOrchesters Nordrhein-Westfalen. Er arrangierte für die WDR Big Band Köln, das Parco della Musica Jazz Orchestra Rome, das Cologne Contemporary Jazz Orchestra, das Zurich Jazz Orchestra sowie das Sunday Night Orchestra. Die Sängerin Sabeth Pérez ist seine Tochter.

## Preise und Auszeichnungen
Pérez erhielt 2008 als Komponist den WDR-Jazzpreis.

## Diskographische Hinweise
- La Chipaca. Música Argentina Vol. 1 (1997)
- Alfonsina. Música Argentina Vol. 2 (1999)
- René Pretschner & Gabriel Pérez Piano en los vientos (2004)
- Gabriel Pérez & Cologne Contemporary Jazz Orchestra feat. David Liebman La Banda Grande: Música Argentina para Big Band. Música Argentina Vol. 3 (2008)
- Gabriel Pérez & The SoundTrip Orchestra Guaraní (2015, mit Chris Potter, Luciano Biondini, Sabeth Pérez, Afra Mussawisade u. a.)